# 머펫의 보물섬
머펫의 보물섬(Muppet Treasure Island)은 미국에서 제작된 브라이언 헨슨 감독의 1996년 모험, 코미디, 가족 영화이다. 로버트 루이스 스티븐슨의 소설 《보물섬》을 바탕으로 제작되었다. 팀 커리 등이 주연으로 출연하였고 마틴 G. 베이커 등이 제작에 참여하였다.

## 출연

### 주연
- 팀 커리
- 케빈 비숍

### 조연
- 빌리 코놀리
- 제니퍼 손더스
- 데이브 고엘즈
- 스티브 휘트미어
- 제리 넬슨
- 케빈 클래쉬
- 빌 바레타
- 존 헨슨
- 프랭크 오즈
- 대니 블랙너
- 해리 존스
- 데이비드 니콜스
- 프레데릭 와더
- 피터 기브스
- 나이젤 플래스킷
- 마이크 퀸
- 루이즈 골드
- 브라이언 헨슨

## 제작진
- 원작자: 로버트 루이스 스티븐슨
- Line PD: 셀윈 로버츠
- 미술: 발 스트라조벡
- 세트: 사이먼 웨이크필드
- 의상: 폴리 스미스